# Castell d'Èvol
El Castell d'Èvol és una antiga fortificació medieval de la comuna d'Oleta i Èvol, a la comarca del Conflent, de la Catalunya del Nord. Era el castell seu del Vescomtat d'Èvol.
Les seves ruïnes són al nord del poble d'Èvol, damunt i també al nord de la capella de Sant Esteve d'Èvol, aturonat en un contrafort de la muntanya coronada pel Roc de Cantallops.

## Història

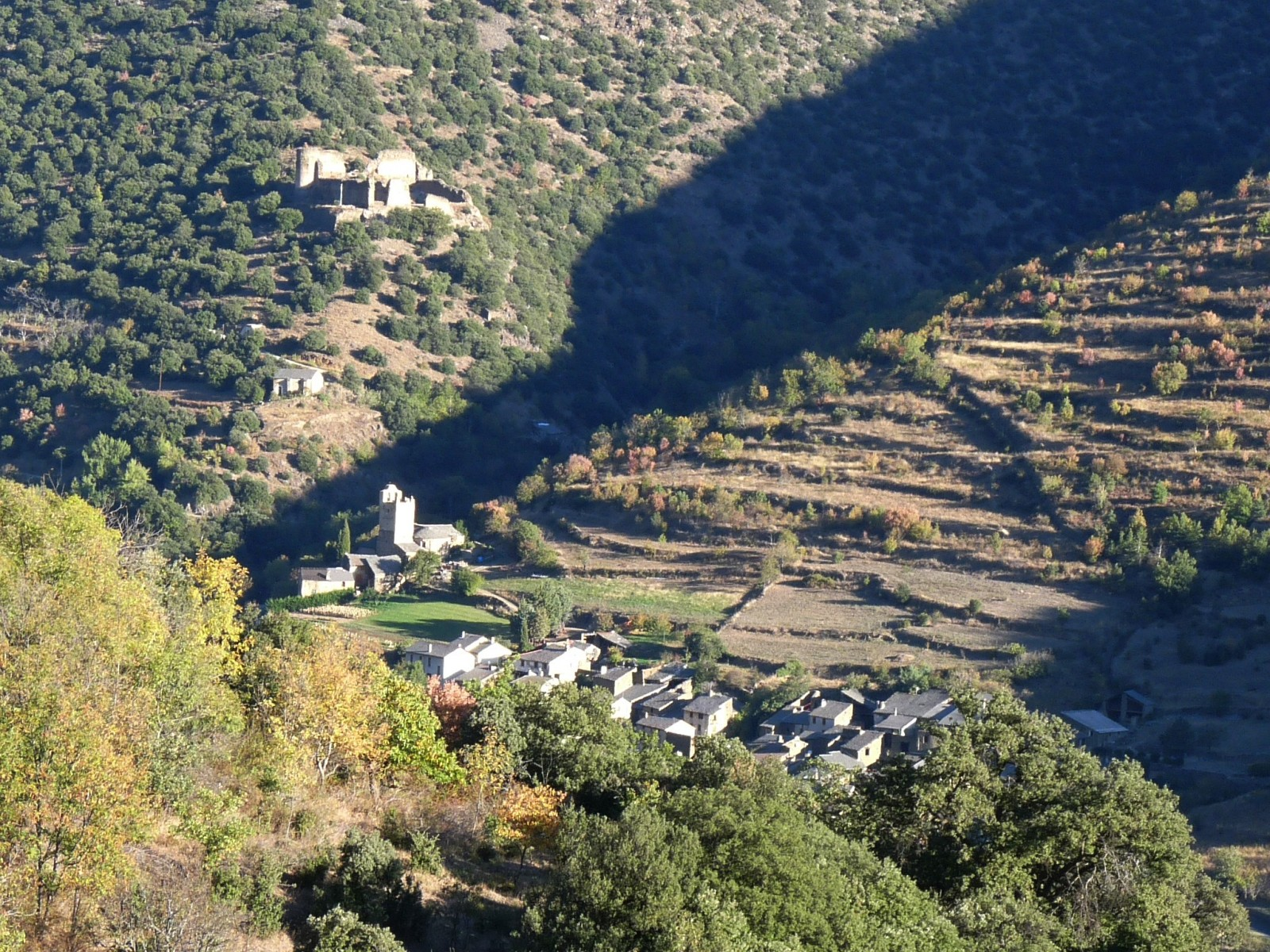
Al fons, el Castell d'Èvol

El lloc d'Èvol està documentat des del 950 (Evole) i 957 (villa Evolo), quan depenia del vescomte de Conflent Unifred, fill de Guifré el Pilós, feudatari dels comtes de Cerdanya, però li fou confiscat pel comte Sunifred II d'Urgell per tal de donar-lo a Santa Maria de Ripoll l'any 957. Tanmateix, devia ser restituït a la nissaga d'Unifred, atès que el 1003 consta que el vescomte Bernat, possiblement descendent d'Unifred, llegava un alou a Èvol a Sant Pere de Camprodon. Sempre per via hereditària, Èvol passà dels vescomtes de Conflent als vescomtes de Cerdanya i després als vescomtes de Castellbò. A mitjan segle xii fou infeudat a Bernat II de Llo, que va esdevenir també senyor de So, al Donasà, en casar-se amb Estefania de So, hereva d'aquella senyoria.

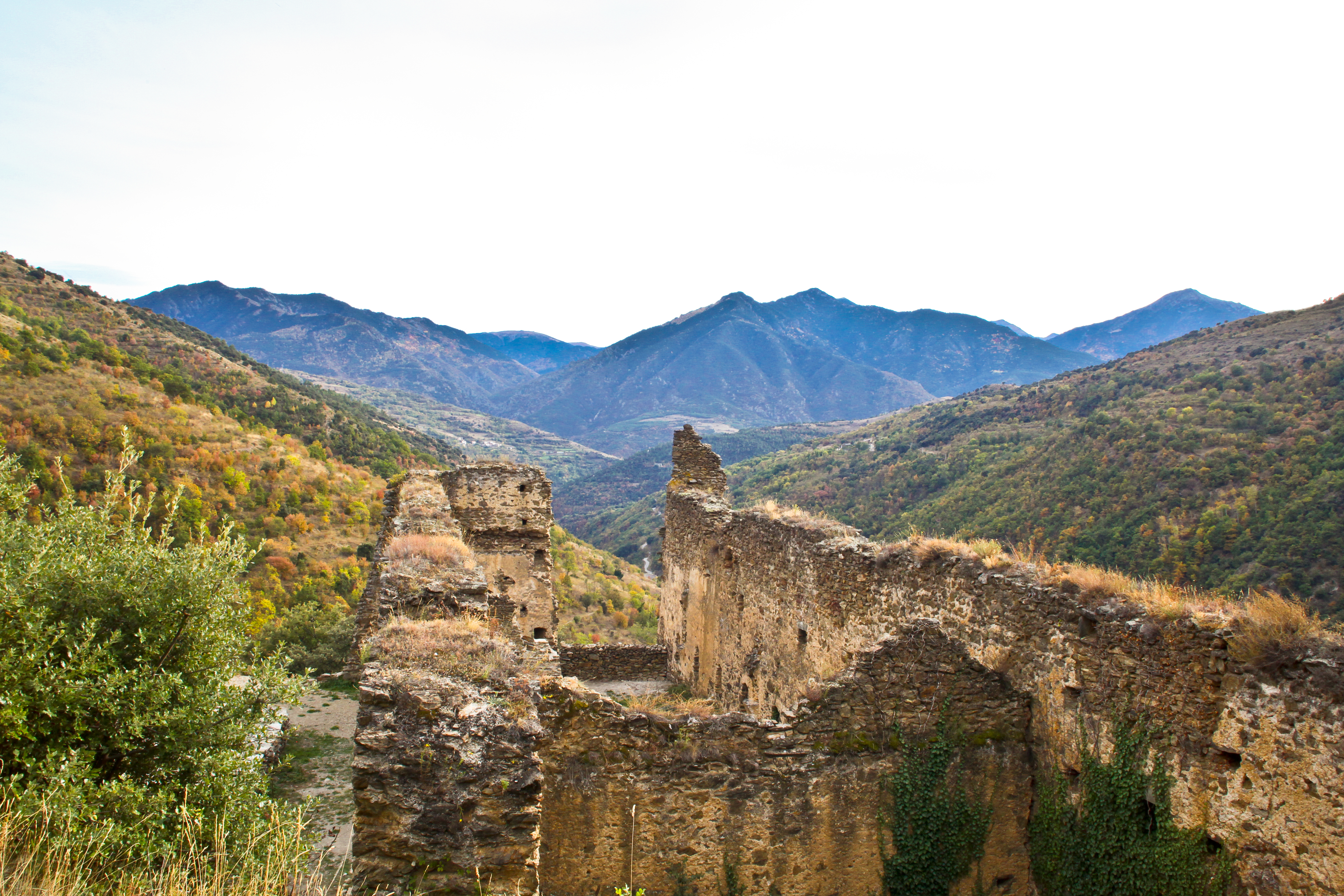
Estances del castell, de l'ala oest

Bernat III de Llo, fill i successor de l'anterior, casat amb Esclarmonda de Foix, fou condemnat per catarisme i cremat viu a Perpinyà el 1258, a més de ser-li arrabassats els seus dominis. Tanmateix, el rei Jaume I el Conqueridor, a precs de Roger Bernat II de Foix, restituïa aquests dominis al fill de Bernat III de Llo, Guillem I de So (el canvi de cognom es degué deure a la condemna i execució del seu pare), que era titular de diverses senyories de la Catalunya del Nord. Casat Guillem de So amb Gueraua de Cortsaví, hereva d'aquella important senyoria del Vallespir, tingueren com a hereu Bernat I de So, qui va bescanviar amb el rei Jaume III de Mallorca les seves senyories de Millars i Calce, a més de rebre l'any 1335 la creació a favor seu del Vescomtat d'Èvol.
El Castell d'Èvol, doncs, fou castell vescomtal des del 1335, moment en què degué ser reconstruït (el primer esment del castell és del 1260), però ho seria poc temps, atès que el segle xiv, vers 1340, es construïa el nou castell vescomtal, la Bastida d'Oleta. La nissaga dels vescomte passà, sempre per via hereditària dels So als de Castre-Pinós, que a mitjan segle xv reunien els tres vescomtats més importants de la Catalunya del Nord: el d'Èvol, el d'Illa i el de Vescomtat de Canet. Dels Castre-Pinós passà als ducs d'Híxar, i d'aquests als comtes d'Aranda, amb els quals s'arriba a l'extinció de les senyories amb la fi de l'Antic Règim. Tanmateix, el títol encara és en mans dels ducs d'Alba. Els vescomtes d'Èvol foren quasi sempre consellers del rei i sovint governadors dels comtats de Rosselló i de Cerdanya. Llur residència fou, almenys fins al segle xv, aquest castell, que sofrí almenys un fet bèl·lic important: el 1385 el mateix vescomte, Bernat IV de So, dirigí personalment la seva defensa davant de l'atac de Bernat d'Armanyac, hereu d'Isabel de Mallorca, pretendent al Regne de Mallorca.

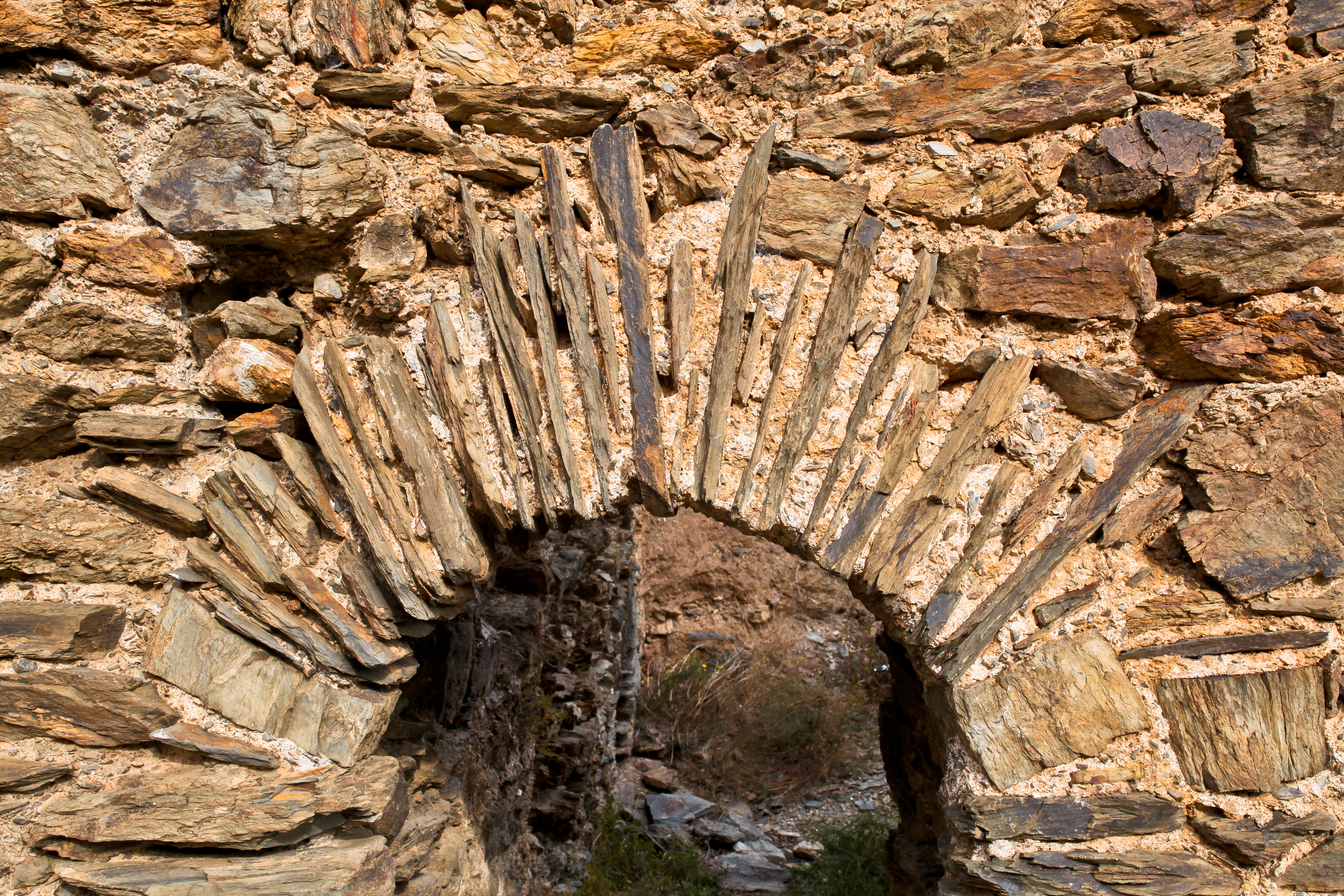
Un arc de l'edifici en art conservat a ponent

Se'n coneix una reconstrucció parcial del 1634, moment en què consta que la muralla sud era derrocada pels atacs rebuts i la seva vetustat. Sembla que el castell fou desmantellat en el darrer terç del segle xvii per ordres del ministre Louvois i Sébastien Le Prestre de Vauban, en una campanya per enderrocar les velles fortificacions militars que podien ser refugi dels miquelets resistents a l'ocupació francesa després del Tractat dels Pirineus (Castell de la Clusa, Torres de Cabrenç, Castell d'Ovança, Castell de Rià… Després de la Revolució Francesa, el castell passà a mans particulars, fins que el 1990 fou adquirit pel l'ajuntament d'Oleta i Èvol, que, a través d'una societat de voluntaris, ha netejat l'espai i s'han iniciat els tràmits per a la seva consolidació i eventual restauració.

## L'edifici

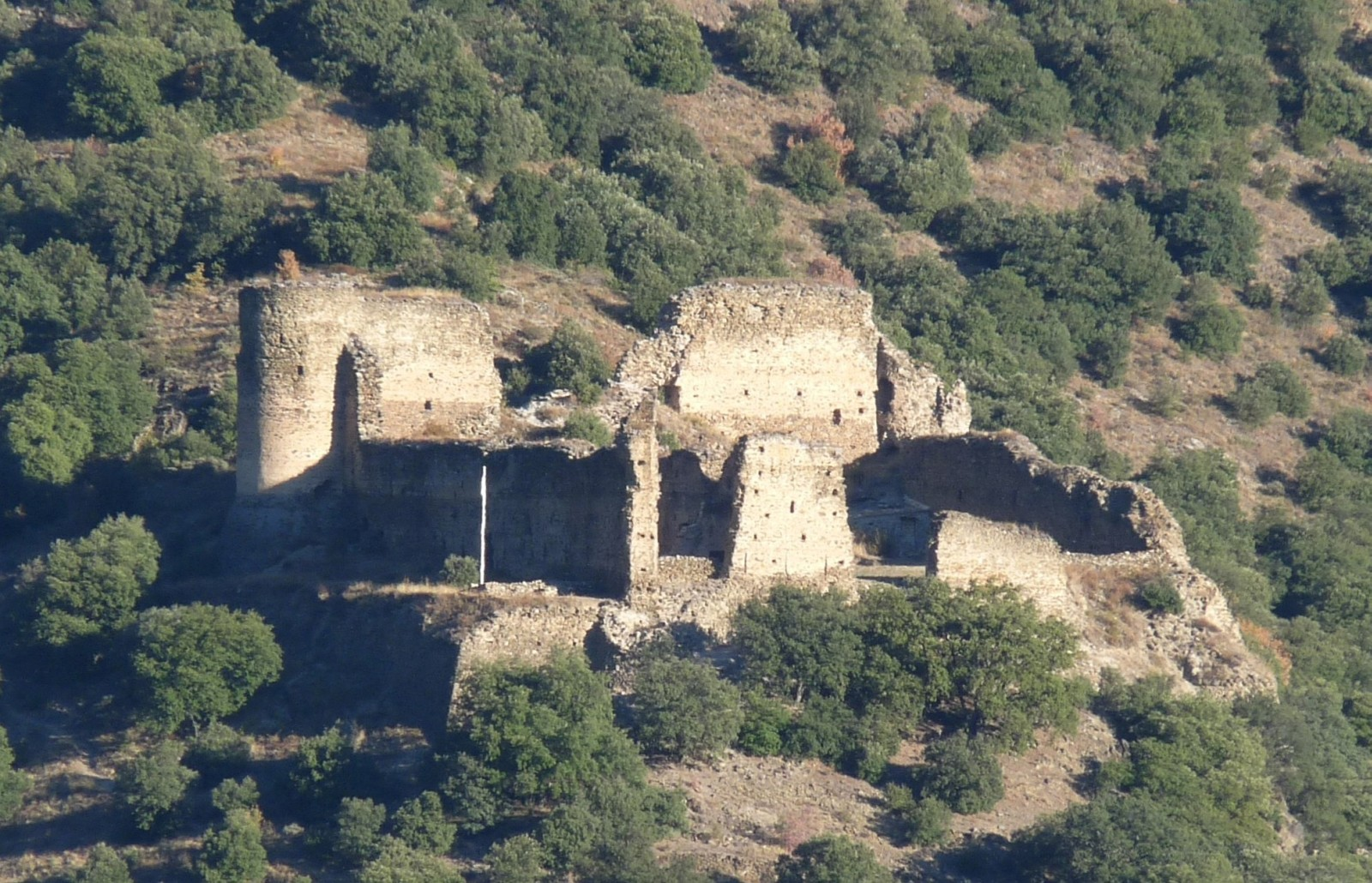
El Castell d'Èvol

El castell ofereix una planta quasi quadrada (38 per 34,5 metres, mesures interiors), flanquejada a cada angle per un torre de planta circular, no gaire grans, amb una cinquena torre, lleugerament més gran, de 4,5 metres de diàmetre interior amb un gruix de parets de 2,5, que es conserva només fins a 4 metres d'alçada, quasi al centre de la muralla nord. Aquesta darrera torre podria correspondre a la torre de l'homenatge del castell primitiu, atès que el seu parament es remunta fins al segle XI: és l'element més antic del conjunt del castell (la resta es pot datar fins al segle xiii). També es conserva només el basament de les torres angulars del sud-est i del sud-oest, caigues en el gran enderroc que també va abatre el pany meridional de les muralles del castell, amb la porta, de la qual també resta només el basament. Romanen diverses espitlleres d'un sol biaix, 8 a la muralla occidental, 2 a la part conservada de la meridional i una a la septentrional, al costat est del lloc on hi havia la torre gran.

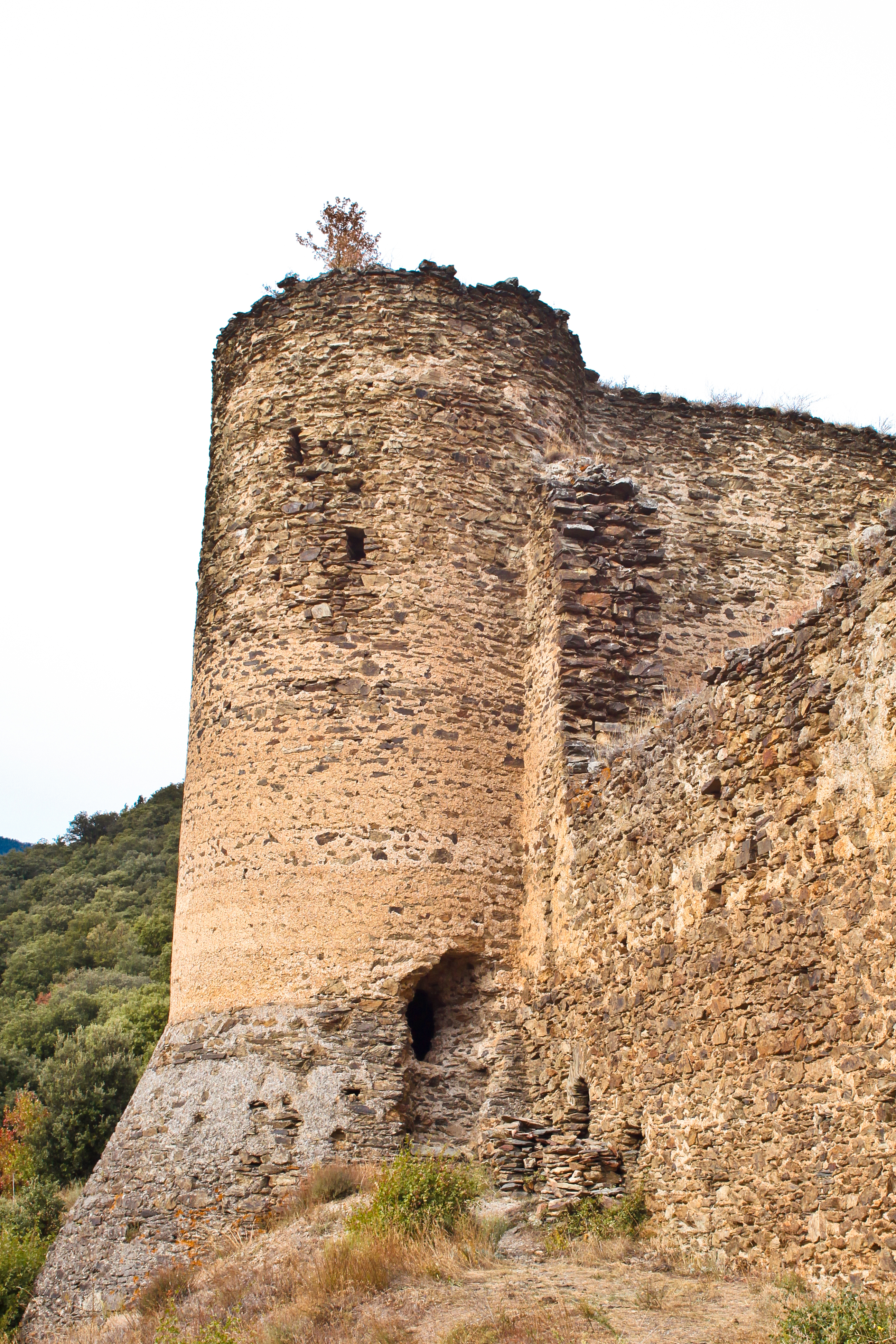
Torre nord-occidental del recinte

Es conserven, però, les muralles oriental i occidental, bona part de la septentrional, la torre nord-oest i quasi tota la nord-est. Dels bastiments interiors, roman dempeus, però sense teulada, l'edifici d'habitacions adossat a la muralla occidental. Fa 9 metres d'amplada interior, dividit en tres estances: la de més al sud, de 7,5 metres de llargària; la del mig, de 16, i la septentrional, de 9 (per tant, quadrada). Les tres estances estaven comunicades entre ells, i es conserven els muntants i les arrencades dels sis arcs de diafragma damunt dels quals se sustentava l'empostissat de la coberta de fusta. Al damunt hi havia un pis superior, que comunicava amb el camí de ronda de les muralles. En aquest tram hi havia dues poternes que s'obrien a l'exterior, una prop de la torre nord-occidental i l'altra cap al centre del mur occidental, fruit d'una transformació tardana. A totes les estances hi ha finestres quadrades obertes cap al pati interior del castell.
Al costat oriental, partint de l'angle interior nord-est de la fortificació, hi ha les restes d'una sala rectangular coberta amb volta de canó de punt rodó, que devia servir de celler o magatzem, que arribava fins a una poterna situada al centre del pany de muralla oriental. La planta d'aquest castell té semblances importants amb el Castell de Montgrí o el de Llívia. També la Bastida d'Oleta té semblances importants.